# Urvantsevite
L'urvantsevite è un minerale.